# Frederic Moore
Frederic Moore (13 mei 1830 - 10 mei 1907) was een Brits entomoloog en conservator van zoölogische specimens uit Brits-Indië.
Moore werd in 1848 assistent aan het museum van de Britse Oost-Indische Compagnie in Londen onder conservator Thomas Horsfield. Horsfield zocht iemand die natuurhistorische tekeningen kon maken en dankzij zijn artistieke kwaliteiten kreeg Moore de betrekking. Samen met Horsfield verzorgde hij in 1854 A catalogue of the birds in the museum of the East-India Company. Hierin staan geldige soortbeschrijvingen van vogels op naam van Moore zoals de gestreepte meestimalia (Yuhina castaniceps). Hij werd assistent-conservator van het museum tot het werd opgeheven in 1879. 
Zijn latere werk gaat vooral over vlinders. Hij startte een tiendelig werk Lepidoptera indica (1890-1913), met een beschrijving van de vlindersoorten uit zuidelijk Azië, waaronder een aantal nieuwe soorten. Het werd na zijn dood voltooid door Charles Swinhoe. Vele platen in dit werk werden gemaakt door zijn zoon F.C. Moore; andere door E.C. Knight en John Nugent Fitch. Moore schreef ook The Lepidoptera of Ceylon (1880-1887).
Moore was lid van de Linnean Society of London en de Royal Entomological Society, en corresponderend lid van diverse buitenlandse verenigingen waaronder die van Nederland en Polen.